# Markaz Idkū
Markaz Idkū är en region i Egypten.   Den ligger i guvernementet Beheira, i den norra delen av landet, 160 km nordväst om huvudstaden Kairo.